# 7559 Kirstinemeyer
7559 Kirstinemeyer este un asteroid din centura principală, descoperit pe 14 noiembrie 1985, de Poul Jensen.